# Batzen
Batzen – srebrna moneta niemiecka i szwajcarska powstała z potrzeby nominału pośredniego pomiędzy złotym guldenem a krajcarem w Niemczech południowych i Szwajcarii u schyłku XV w. 
Batzen, zwany początkowo rollbatzen, miał wartość 4 krajcarów. Bito go od początku XVI w. w wielu mennicach tego regionu. Jakość batzenów emitowanych intensywnie w pierwszej połowie XVI w.  stale spadała. 
Ostatnie batzeny wybito w Graubunden w 1842 r.